# Bronwen Douglas
Bronwen Douglas, née le 8 juillet 1946 à Adélaïde, est une historienne australienne, spécialiste d'histoire du Pacifique, de l'Asie du Sud-Est et de l'Australie.

## Biographie
Née à Adélaïde (Australie), Bronwen Douglas est fille unique, élevée par sa mère après le décès de son père en 1955. Après l'obtention de sa licence à l'Université d'Adélaïde, elle s'installe à Canberra pour préparer son doctorat en histoire du Pacifique à l'Université nationale australienne (ANU) où elle travaille sous la direction de Dorothy Shineberg. Elle soutient sa thèse en 1972.
Une fois docteure, Bronwen Douglas enseigne à l'université La Trobe de Melbourne à partir de 1973 et y rejoint avec enthousiasme l'école d'histoire ethnographique
En 1996, elle retrouve l'Université nationale australienne comme enseignante-chercheuse. Depuis sa retraite, Bronwen Douglas est professeure honoraire et ses archives sont conservées à l'ANU.
Elle fait partie du comité éditorial du Journal of Pacific History.

## Vie privée
Elle épouse Charles Douglas en 1967. Ils ont deux enfants.

## Travaux
- Bronwen Douglas, "Rank, power, authority: A reassessment of traditional leadership in South Pacific societies", The Journal of Pacific History 14-1, 1979, p. 2-27.
- Bronwen Douglas, "Christian citizens: women and negotiations of modernity in Vanuatu", The Contemporary Pacific, 2002, p. 1-38.
- Bronwen Douglas, Fanny Wonu Veys, et Billie Lythberg (dir.), Collecting in the South Sea : The Voyage of Bruni d’Entrecasteaux 1791–1794, Leiden, Sidestone Press, 2018.
- Bronwen Douglas, "Pasts, Presents and Possibilities of Pacific History and Pacific Studies: As Seen by a Historian from Canberra", The Journal of Pacific History, 50-2, 2015, p. 224‑228.